# 纳扎里乌

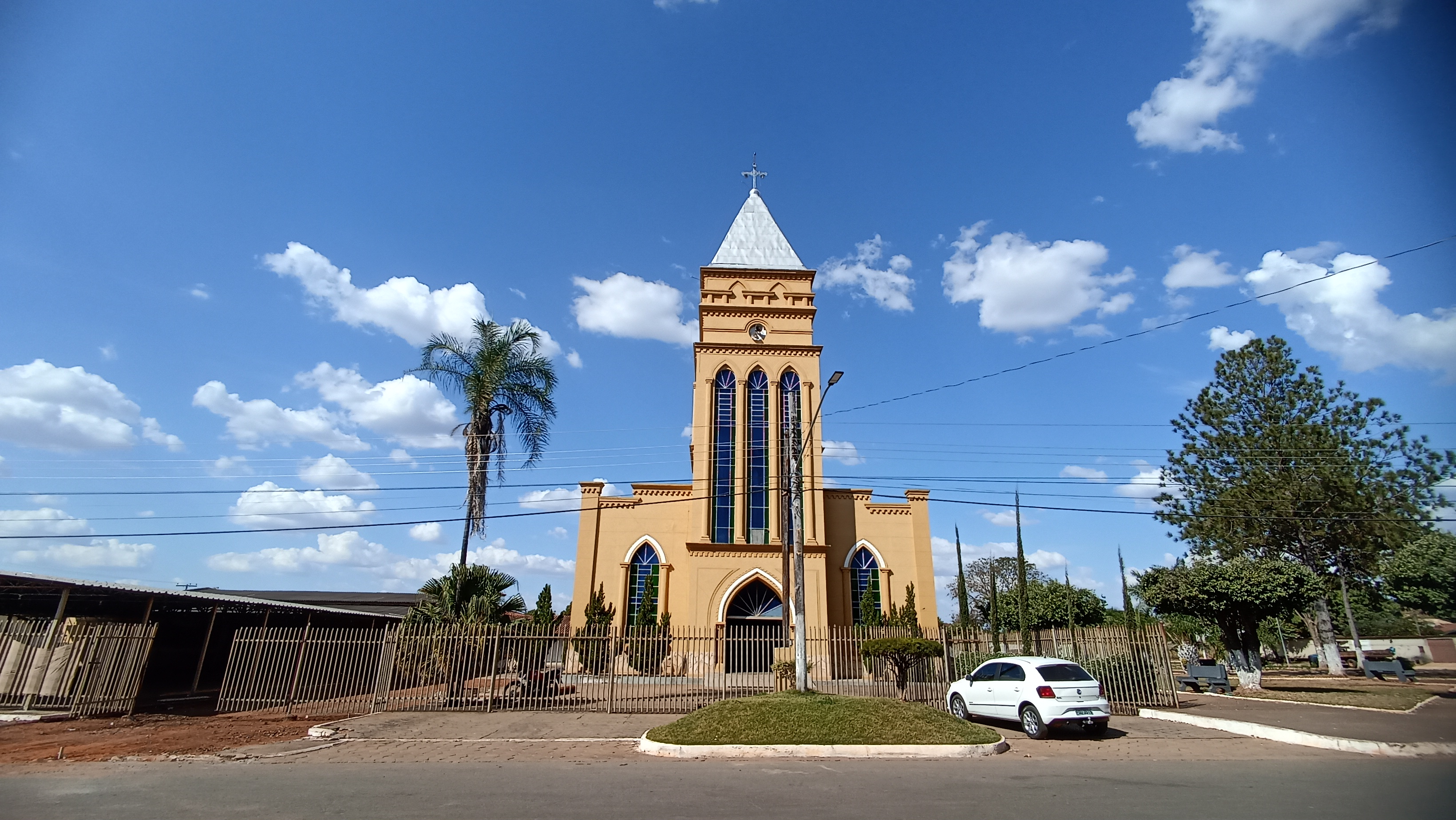

纳扎里乌是巴西戈亚斯州的一个市镇。总面积300.089平方公里，总人口6917人，人口密度23人/平方公里。